# Heaven & Hell (Shin Terai-album)
Heaven and Hell är det andra albumet av Shin Terai, utgivet år 2004. Producenten och basisten Bill Laswell mixade och nydanade albumet huvudsakligen genom att använda material av avant-garde gitarristen Buckethead, sig själv och Terai.
Låtarna i albumet har inte namngivits utan kallas "Movements".

## Låtlista
1. "Movement 1"   - 4:03
2. "Movement 2"   - 5:56
3. "Movement 3"   - 9:04
4. "Movement 4"   - 4:11
5. "Movement 5"   - 5:54
6. "Movement 6"   - 6:12
7. "Movement 7"   - 6:39

41:59